# Kuala Penyu
Huyện Kuala Penyu là một huyện thuộc bang Sabah của Malaysia. Huyện Kuala Penyu có dân số thời điểm năm 2010 ước tính khoảng 20346 người.